# Costantino XI Paleologo
Costantino XI Paleologo Dragases (in greco Κωνσταντίνος ΙΑ’ Δραγάσης Παλαιολόγος?, Konstantìnos hendèkatos – XI – Dragàsis Paleològos; in serbo Константин Драгаш Палеолог?, Konstantin Dragaš Paleolog; Costantinopoli, 8 febbraio 1405 – Costantinopoli, 29 maggio 1453) è stato un imperatore bizantino.
Ultimo Imperatore dei Romani, regnò dal 6 gennaio 1449 fino al 29 maggio 1453, data della presunta morte avvenuta durante l'assedio di Costantinopoli, che fu portato avanti dall'Impero ottomano e che pose fine, dopo 1058 anni di esistenza, all'Impero bizantino. Costantino viene venerato come santo e martire dalla Chiesa ortodossa, e da alcune Chiese cattoliche di rito orientale, anche per il suo tentativo di ricomposizione dopo il Grande Scisma.

## Biografia

### Gioventù
Era quartogenito di Manuele II Paleologo e di Elena Dragaš e dunque anche nipote, per via materna, del principe serbo Costantino Dragaš. I suoi fratelli erano Giovanni VIII, anch'egli imperatore bizantino e suo predecessore, i despoti di Morea Teodoro II, Demetrio e Tommaso, e il despota di Tessalonica Andronico.
Nell'Impero bizantino non era raro che una persona per motivi di prestigio portasse due cognomi, uno del padre e uno della madre; inoltre Costantino era il figlio prediletto di Elena, ragion per cui è noto sia come Paleologo sia come Dragases, dal nome della famiglia materna, di origini serbe, di despoti della Macedonia. Era anche molto ammirato dal fratello maggiore Giovanni, che per questo motivo lo designerà come suo erede nonostante vi fossero altri fratelli più anziani.

### Alla guida del despotato di Morea

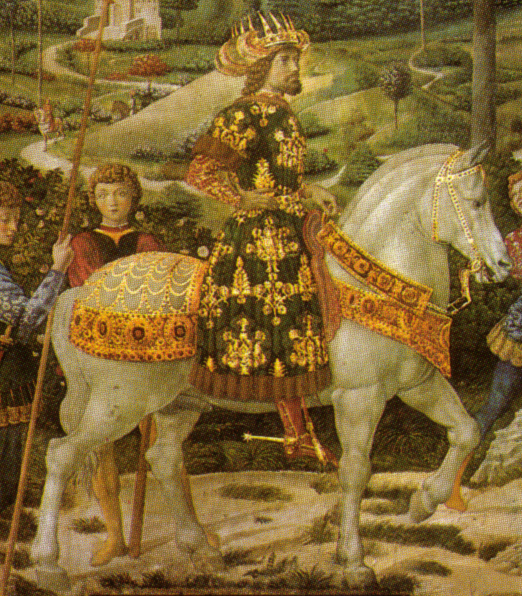
L'imperatore bizantino Giovanni VIII Paleologo, fratello di Costantino XI

Nel 1423 Giovanni VIII partì in cerca di aiuti contro la continua minaccia rappresentata dall'Impero ottomano, ma prima di lasciare la capitale, nominò il fratello Costantino reggente del trono bizantino. Durante l'assenza del fratello, sotto la guida della madre Elena, Costantino siglò un trattato di pace con il sultano ottomano Murad II.
Dopo il suo ritorno il fratello lo nominò, nel 1428, despota di Morea, acquisendo il controllo della costa del Mar Nero e dell'Acaia. Fin da subito dimostrò grandi capacità, anche grazie agli sforzi profusi nella riconquista della regione a discapito dei Tocco, despoti d'Epiro e signori del Peloponneso. Costantino infatti organizzò un imponente esercito posto alla guida del generale Giorgio Sfranze al quale i Tocco non poterono opporre resistenza. La riconquista della Morea fu suggellata dal matrimonio tra Costantino e Maddalena Tocco, figlia di Leonardo II e sorella di Carlo II; il matrimonio fu celebrato a luglio del 1428 e, secondo le usanze, Maddalena assunse il nome bizantino di Teodora. Circa un anno dopo il matrimonio, nel novembre 1429, Teodora morì senza aver partorito figli.
Costantino proseguì con la sua politica espansionistica dei territori bizantini, sollevando così numerose proteste dai signori veneziani e francesi del luogo, che avevano stretto legami matrimoniali con la famiglia dei Paleologi. Nel 1430 l'esercito di Costantino, dopo un lungo assedio, conquistò la città di Patrasso (all'estremo Nord della Morea), i cui signori erano legati al papa Martino V, assumendo il controllo dell'intera Morea, fatta eccezione per le città veneziane di Corone e Modone, e ponendo fine al conflitto iniziato nel 1259. Dopo questi successi l'esercito bizantino, oltrepassato l'istmo di Corinto, entrò in Beozia, territorio appartenente all'Impero ottomano, dove la sua avanzata fu fermata dagli eserciti del generale ottomano Turakhan Bey.
Ritornato a Costantinopoli continuò a esercitare per alcuni anni le funzioni di reggente del trono imperiale, mentre il fratello era impegnato in Occidente al concilio di Ferrara, nel vano tentativo di giungere alla riunificazione della Chiesa cattolica con la Chiesa ortodossa. L'obiettivo finale di Giovanni era, ancora una volta, quello di ottenere aiuti militari contro l'avanzata ottomana che iniziava a premere sui già esigui territori rimasti ai bizantini. Costantino, affiancato dalla madre Elena, fronteggiò con forza le tensioni popolari che tale tentativo di riunione, non voluta né dal clero né tantomeno dai fedeli ortodossi, stava sollevando; successivamente esercitò personalmente le funzioni di governo in più occasioni, a causa delle cattive condizioni di salute del fratello, tornato in patria a febbraio del 1440.
A metà del 1440 tornò in Morea per riprendere l'amministrazione dei territori affidatigli e durante il viaggio fece tappa nell'isola di Lesbo, dove si sposò in seconde nozze con Caterina Gattilusio, figlia del signore genovese Dorino I Gattilusio. Anche quest'unione fu tuttavia sfortunata: ella, come la moglie precedente, morì dopo un anno di matrimonio, mentre Costantino si trovava in viaggio verso la capitale per accorrere in aiuto del fratello, che stava combattendo contro gli ottomani di Murad II. La situazione di svantaggio per i bizantini spinse Demetrio, fratello di Costantino e Giovanni e da quest'ultimo nominato despota di Mesembria, a organizzare un esercito nella speranza di usurpare il trono, forte di un'alleanza stretta con gli ottomani nell'estate del 1442. Tale piano tuttavia non fu mai attuato, probabilmente a causa della conquista bizantina di Selimbria, utilizzata dagli ottomani come merce di scambio.
Secondo alcune fonti, nel 1443 Costantino avrebbe sposato Caterina Notara, appartenente a una delle famiglie bizantine più influenti dell'epoca, di cui il membro più importante era il megaduca Luca, fortemente contrario ai tentativi di riunione con il mondo cattolico. Anche questo matrimonio ebbe breve durata a causa della morte della sposa, avvenuta probabilmente un anno dopo. Tuttavia le più rilevanti fonti storiografiche del tempo, in particolare Sfranze, non fanno menzione di questo terzo matrimonio.

#### Alla guida dell'espansione del despotato

Il despotato della Morea, dopo le conquiste di Costantino, nel 1430

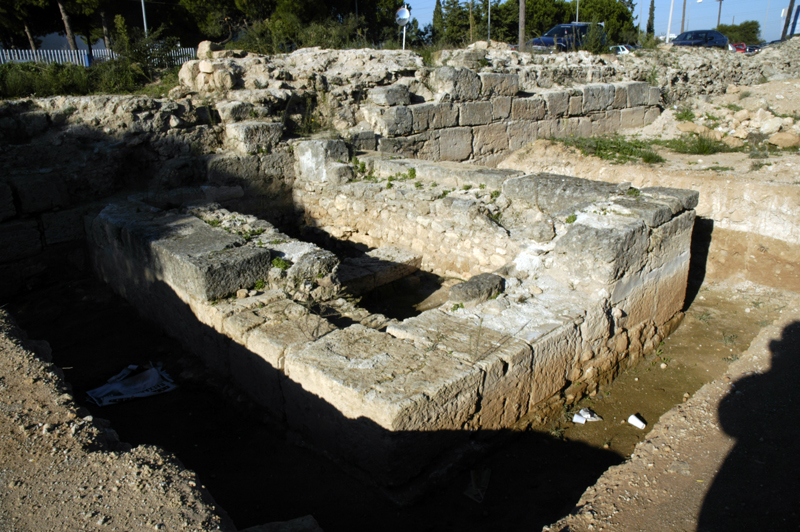
Un tratto delle mura di Hexamilion

Al rientro in Morea Costantino continuò a concentrare i suoi sforzi nella protezione e nell'espansione dei suoi territori, procedendo nel 1443 alla ricostruzione dell'Hexamilion. Nello stesso anno varcò nuovamente l'istmo di Corinto e conquistò le città di Atene e Tebe, costringendo il duca Neri II Acciaiuoli a riconoscerlo come suo signore e a pagargli tributi annuali, consegnando nuovamente il controllo dell'Attica ai bizantini. Il successo di questo tentativo fu dovuto principalmente alle vittorie degli Stati cristiani contro gli ottomani, che spronarono Costantino ad avventurarsi in Grecia centrale, ottenendo il controllo di Beozia e Focide e ponendo il confine al Pindo. La vittoria ottomana nella battaglia di Varna il 10 novembre 1444, fu il primo atto che portò alla fine all'espansionismo costantiniano. Murad infatti due anni dopo riunì un imponente esercito e riconquistò i territori occupati dai bizantini. Il despota e il suo esercito si rifugiarono lungo l'Hexamilion, tuttavia la travolgente potenza degli ottomani, dovuta anche allo sviluppo di nuove macchine d'assedio, li costrinse alla ritirata. Era il 10 dicembre 1446: gli ottomani vincitori iniziarono a razziare la Morea, catturando numerosi prigionieri, impedendo così a Costantino di continuare i suoi progetti espansionistici e imponendogli una pace che lo avrebbe costretto a pagare un tributo annuale al sultano.

### L'inizio del regno di Costantino

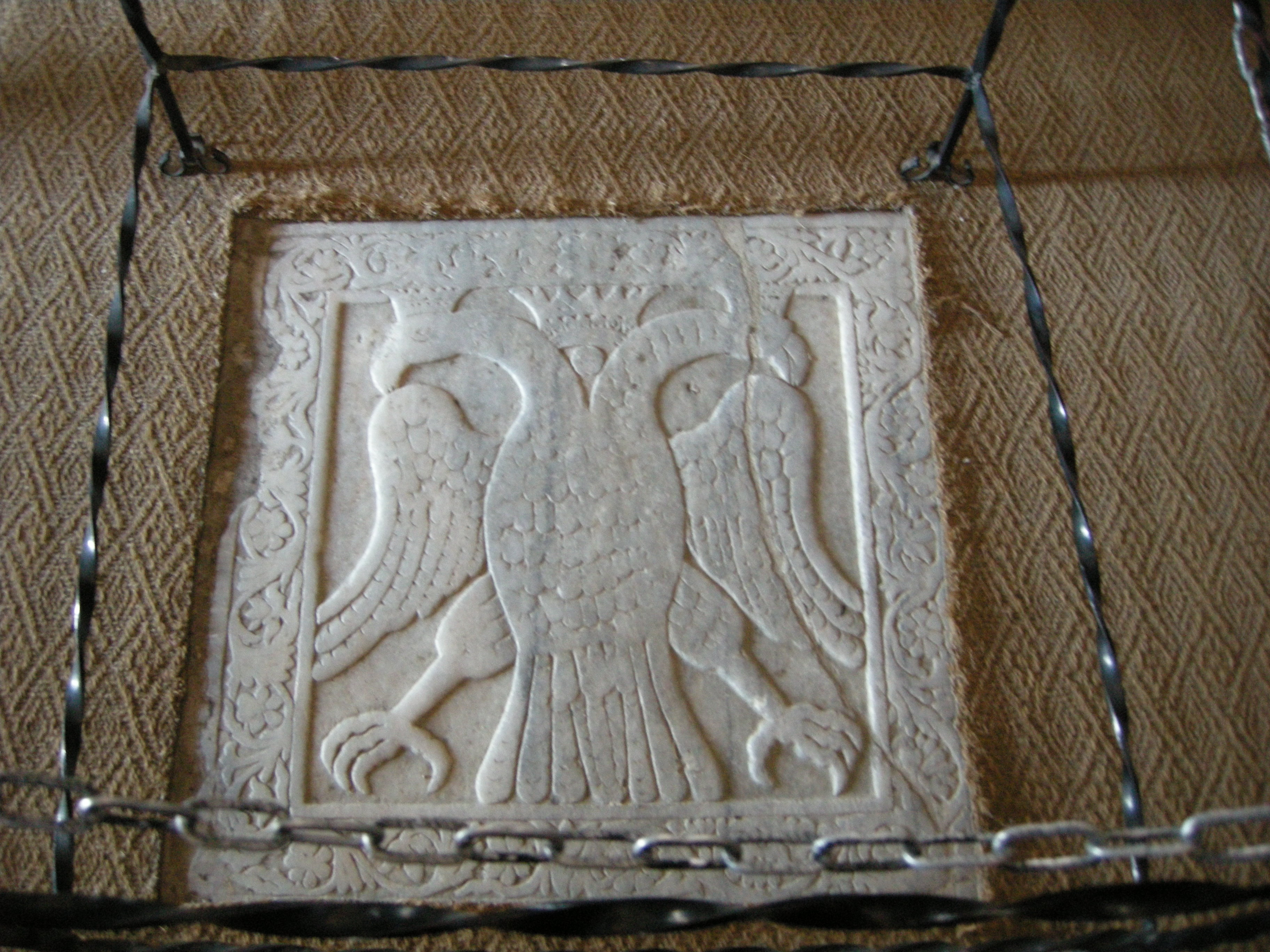
Mattonella di marmo, con l'emblema dei Paleologi, nella chiesa di San Demetrio a Mistra, dove Costantino XI fu incoronato

Il 31 ottobre 1448 Giovanni VIII morì dopo una lunga malattia e Costantino, che si trovava allora a Mistra, assunse il titolo di Imperatore dei Romei. Il fratello Demetrio tentò nuovamente di usurpare il trono, approfittando della morte di Giovanni e dell'assenza di Costantino, ma fu fermato dalla madre Elena, che assunse temporaneamente la reggenza della capitale. Vista la precarietà della situazione politica Elena inviò due emissari, accompagnati dal figlio Tommaso, chiedendo a Costantino di tornare al più presto a Costantinopoli.
Nel frattempo Costantino organizzò la sua cerimonia di incoronazione presso la chiesa di San Demetrio a Mistra il 6 gennaio 1449, ricevendo il riconoscimento da parte dell'esercito. Non si trattò tuttavia di una vera e propria incoronazione, data la mancanza di un patriarca ortodosso. Il successivo 12 marzo il nuovo sovrano sbarcò da una nave veneziana a Costantinopoli e qui ricevette dalla madre le insegne imperiali e la chiave delle tesorerie. Tra i suoi primi atti nominò i fratelli Demetrio e Tommaso come suoi successori alla guida del despotato di Morea.

### Progetti matrimoniali
Divenuto imperatore Costantino volle trovare un'imperatrice per i suoi sudditi. A ottobre del 1449 affidò quindi al fidato amico Giorgio Sfranze la ricerca di una moglie, una principessa o iberiana o trapezuntina Per sbalordire i regnanti con cui contrattare il matrimonio, Costantino diede un grande seguito a Sfranze: soldati, nobili, cantori, medici, musici e monaci, con un'ambasceria di doni preziosi. Il primo Stato visitato fu l'Iberia, dove Sfranze ebbe un'ottima accoglienza: la gente del luogo non aveva mai visto molti degli strumenti che i bizantini possedevano, come l'organo, e per questo in moltissimi si recarono ad ascoltare l'affascinante musica. Dopo aver visto la principessa iberiana, Sfranze andò al vicino impero di Trebisonda, nell'omonima capitale, dove trovò un'accoglienza simile a quella iberiana, tanto che Sfranze si trovò indeciso sulla scelta per il suo imperatore.

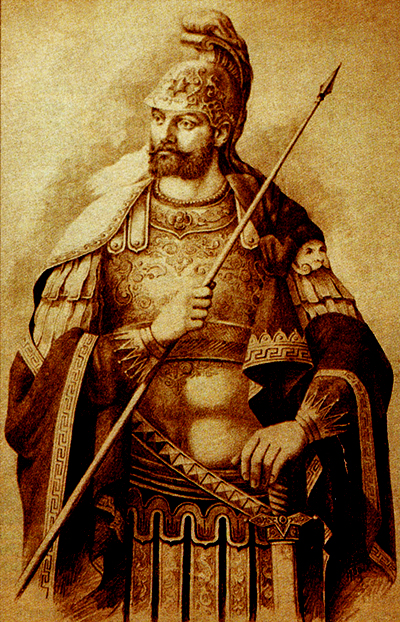
Rappresentazione di Costantino XI, prodotta nel XIX secolo

Mentre Sfranze si trovava ancora a Trebisonda, gli giunse la notizia che il sultano ottomano Murad II era appena morto (3 febbraio 1451). Al trono dei sultani era salito il giovane e ambizioso Maometto II, che si capiva avere gli occhi puntati su Costantinopoli. Per mantenere i rapporti di pace che si erano venuti a formare con l'Impero ottomano, durante il regno di Murad II, l'ambasciatore bizantino pensò di far sposare al suo basileus la vedova di Murad II, Mara Branković, una principessa serba di religione ortodossa. Sfranze inviò quindi una lettera all'imperatore, avvisandolo anche degli svantaggi, come il fatto che Mara avesse già quarantanove anni e difficilmente gli avrebbe dato un erede, o che fosse stata moglie di un infedele, cosa che poteva essere considerata severamente nella capitale. Costantino capì immediatamente che quella era un'occasione da cogliere senza esitazioni e chiese consiglio ai suoi più alti dignitari: date le condizioni in cui versava l'impero e per la sua stessa sopravvivenza, tutti furono d'accordo con la proposta di Sfranze. Immediatamente Costantino mandò una lettera a Đurađ Branković, padre di Mara e despota di Serbia, che si dimostrò entusiasta dell'unione proposta. Neanche la Chiesa bizantina si oppose alla scelta del basileus. Il matrimonio però non avvenne, a causa del rifiuto di Mara: dopo la morte di Murad II infatti, aveva preso i voti e si era ripromessa di passare tutto ciò che le rimaneva da vivere in un monastero.
Sfumato questo progetto, Sfranze consigliò di accettare la proposta di nozze del regnante iberiano piuttosto che quella di Giovanni IV Comneno (1429-1459), imperatore trapezuntino. Infatti il re iberiano proponeva come dote di nozze della figlia grandi doni d'oro e d'argento, magnifici gioielli, un immenso guardaroba per la futura imperatrice e 56 000 monete d'oro, oltre all'invio dall'Iberia la somma di 3 000 monete d'oro all'anno, finché ella fosse rimasta imperatrice. Tra settembre e ottobre del 1451 Sfranze ritornò a Costantinopoli, seguito da un ambasciatore iberiano, per annunciare la proposta a Costantino. Portava con sé sontuosi regali del re iberiano, tra cui alcuni tessuti preziosi. Costantino immediatamente firmò con l'inchiostro rosso dei basileis una bolla d'oro, in cui dichiarava ufficialmente che avrebbe sposato la principessa iberiana. Nella primavera del 1452 il basileus consegnò la bolla all'ambasciatore iberiano, per rendere nota al suo re la sua decisione; incaricò quindi Sfranze di andare a prendere la sua futura sposa. Nonostante il rispetto che Sfranze portava per il suo amico e imperatore, non voleva condurre questa ennesima ambasceria. Era già stato due lunghi anni fuori dalla capitale e sua moglie minacciava di divorziare e prendere l'abito da monaca. L'imperatore tentò di convincerlo ad andare comunque, promettendogli in cambio grandi favori. Nel frattempo, gli ottomani si stavano preparando ad assediare Costantinopoli e Costantino fu costretto a rinunciare al matrimonio tanto cercato per difendere la sua capitale.

### Il problema ecclesiastico

Bandiera bizantina, degli eserciti dei Paleologi

La situazione religiosa a Costantinopoli era molto confusa. Con il Concilio di Ferrara-Firenze a cui aveva partecipato il fratello Giovanni, era stata decisa l'unione della Chiesa cattolica e della Chiesa ortodossa: l'Impero bizantino sarebbe così stato sotto la potestà spirituale del papa; la netta maggioranza dei bizantini, tuttavia, era contraria e anche gli altri Stati che si erano convertiti all'ortodossia si rifiutarono di accettare le decisioni di Costantinopoli. Sul trono patriarcale sedeva Gregorio III, patriarca di rito latino e odiato da quasi tutti i bizantini poiché considerato un traditore. Gregorio III, che aveva fatto il possibile per far unire le due Chiese fu per questo, in seguito, esiliato a Roma.
Costantino XI, vista la precaria situazione dell'impero, non poteva far altro che appoggiare l'unione tra le due Chiese, visto che i turchi ottomani erano ormai alle porte di Costantinopoli e, per sperare di salvare la sua capitale, aveva assolutamente bisogno dell'aiuto dei latini: ciò sarebbe stato possibile unicamente tramite l'unione delle due Chiese. La sua coraggiosa posizione però fu pagata a caro prezzo: venendogli infatti a mancare l'appoggio dei sudditi, contrari all'unione con la Chiesa di Roma, non poté mai essere incoronato ufficialmente basileus. Questo però evitò anche lo scoppio di una guerra civile tra la minoranza di coloro che appoggiavano i latini e i sostenitori della tradizione ortodossa.

### La costruzione di una nuova fortezza ottomana sul Bosforo
Appena eletto, Costantino XI tentò di imporre dazi sulle merci d'importazione nel tentativo di risollevare le quasi vuote casse imperiali, suscitando però le proteste della Repubblica di Venezia, che costrinse l'imperatore, in breve tempo, ad abolire le nuove imposte. La decisione di cedere alle proteste veneziane fu dovuta principalmente al fatto che la minaccia turca si stava facendo sempre più incalzante, soprattutto dopo la morte del sultano Murad II e la salita al trono del giovane Maometto II. Nonostante questi avesse rinnovato il trattato di pace con l'Impero bizantino, già siglato dal padre, la sua politica verso Costantinopoli si manteneva ambigua.
Costantino, non fidandosi di Maometto II, inviò quindi l'ambasciatore Leontari Briennio a Venezia, Ferrara, Napoli e Roma per chiedere appoggio economico ed eventualmente aiuti militari. Le risposte però rimasero vaghe, con promesse che presto furono dimenticate. Il papa Niccolò V promise di impegnarsi nella salvaguardia di Costantinopoli ma richiese quale contropartita il reintegro del patriarca Gregorio III e l'accelerazione del processo di riunificazione delle due Chiese, reso assai difficile dalla forte opposizione dei nobili anti-unionisti e del popolo.
I sospetti di Costantino sulle vere intenzioni del nuovo sultano furono confermati quando, ad aprile del 1451, gli ottomani, per ordine di Maometto II, iniziarono a costruire una nuova fortezza a pochi chilometri di distanza da Costantinopoli. Già il sultano Bayazet I aveva fatto edificare nel XIV secolo una fortificazione sul lato opposto del Bosforo. Attraverso le due fortezze Maometto II avrebbe potuto dominare interamente lo stretto. Oltre a ciò, il sultano si sarebbe trovato in ottima posizione per attaccare la capitale bizantina. Dopo la costruzione della fortezza, gli ottomani si diedero al saccheggio sistematico delle zone limitrofe, che culminò con il massacro nel villaggio bizantino di Epibation, successivo alla rivolta delle popolazioni locali. Il terrore si diffuse a Costantinopoli. I bizantini protestarono con gli ottomani e alle loro voci si aggiunsero anche quelle dei genovesi della città di Pera.

L'Impero bizantino nel 1450

A questa ennesima provocazione Costantino XI rispose con l'ordine d'arresto di tutti i turchi risiedenti in città e con la chiusura delle porte di Costantinopoli. Quando iniziarono i lavori, l'imperatore mandò subito due successive ambascerie cariche di doni, per indurre il sultano a rispettare il trattato vigente e l'integrità dei piccoli villaggi bizantini che si trovavano sulle coste del Bosforo. Il sultano però, respinte le ambascerie, oppose un secco rifiuto. I rappresentanti di una terza ambasceria, inviata due settimane più tardi da Costantino, furono giustiziati per ordine del sultano. Il 31 agosto 1451 la costruzione della fortezza ottomana, chiamata Boghaz-Kesen (cioè "tagliatore dello stretto" o anche "del collo" - ancora oggi esistente con il nome di Rumeli Hisari, ovvero "Fortezza di Rumelia"), fu completata. Ora le due fortezze dominavano lo stretto e rendevano possibile a Maometto II il controllo del passaggio di ogni nave e l'eventuale arrivo di forze di terra lungo la costa.
Costruita la fortezza, Maometto II cominciò a ordinare perquisizioni sistematiche su tutte le navi transitanti per il Bosforo, a qualsiasi nazionalità appartenessero. Nello stesso tempo lanciò duri attacchi alle città ancora bizantine sul mar Nero, con l'obiettivo di isolare il Peloponneso, affidato ai fratelli dell'imperatore Tommaso e Demetrio. Il 26 novembre dello stesso anno, un vascello veneziano proveniente dal Mar Nero che, fidandosi della neutralità della repubblica, non rispettò la disposizione, fu distrutto a cannonate. Dei trenta superstiti che raggiunsero a nuoto la riva, il capitano Antonio Rizzo fu portato a Didymoteicho e impalato, mentre gli altri marinai furono segati in due. Con la politica repressiva adottata dal sultano, l'Occidente prese coscienza del reale pericolo costituito dal sultano.

### La riunificazione delle due Chiese

La bandiera dell'Impero bizantino in uso dal 1259 fino alla caduta della Morea nel 1460

Vista la gravità della situazione, Costantino moltiplicò le richieste di aiuto all'Europa occidentale sollecitando l'arrivo da Roma del cardinale Isidoro, previsto a ottobre, per trattare sulla riunificazione delle due Chiese. Il papa acconsentì e Isidoro partì da Roma il 20 maggio 1452 portando con sé una truppa di 200 arcieri napoletani, che furono subito messi a disposizione dell'imperatore.
Oltre al papa, fra tutte le potenze occidentali, solo il Regno di Napoli e le due Repubbliche di Venezia e di Genova, e principalmente per motivi molto poco ideali, prestarono aiuto reale all'imperatore bizantino. Gli interessi veneziani e genovesi infatti sarebbero stati toccati profondamente dall'assalto dei turchi contro la capitale bizantina. Se fosse caduta la "Roma d'Oriente", sarebbero andati perduti non soltanto beni e immobili di straordinario valore, che le due repubbliche possedevano a Costantinopoli, ma anche le ricche colonie del Mar Nero: tagliate dai collegamenti con la madrepatria, esse sarebbero divenute ben presto preda degli ottomani. I genovesi e la loro colonia di Chios mandarono materiale da guerra e un'eccellente schiera di guerrieri, che si dedicarono con tutta l'anima all'opera di difesa delle mura di Costantinopoli. Venezia invece, impegnata dalla guerra contro il Ducato di Milano, usò molta diplomazia: ricevette gli ambasciatori bizantini, fece loro delle promesse, ma poi si limitò a inviare a Costantinopoli solo alcune navi.
Intanto Isidoro aveva portato a compimento la missione affidatagli dal papa Niccolò V e il 12 dicembre 1452 (un venerdì), nella basilica di Santa Sofia, proclamò solennemente l'unione della Chiesa d'Oriente con la Chiesa d'Occidente alla presenza di Costantino. Fu così decretata l'unione delle Chiese, già decisa al Concilio di Ferrara dal fratello Giovanni VIII. Ma la festa dell'unione rimase sostanzialmente limitata ai circoli di Corte: non ci furono festeggiamenti, le chiese di rito latino restarono deserte, compresa la stessa Santa Sofia. Anche coloro che erano più strettamente legati al basileus preferirono assistere a funzioni religiose svolte secondo la liturgia ortodossa.
La città era agitata dalle proteste popolari e dalla generale preoccupazione di un imminente attacco degli ottomani. Costantino ordinò di rafforzare le mura e di bloccare nei porti le navi occidentali, con l'intento di indurre i veneziani presenti a sollecitare l'aiuto della madrepatria. L'inverno passò senza fatti di guerra; da una parte e dall'altra si fecero con tutte le forze i preparativi per l'anno seguente, che avrebbe dovuto portare allo scontro decisivo.

### L'assedio di Costantinopoli

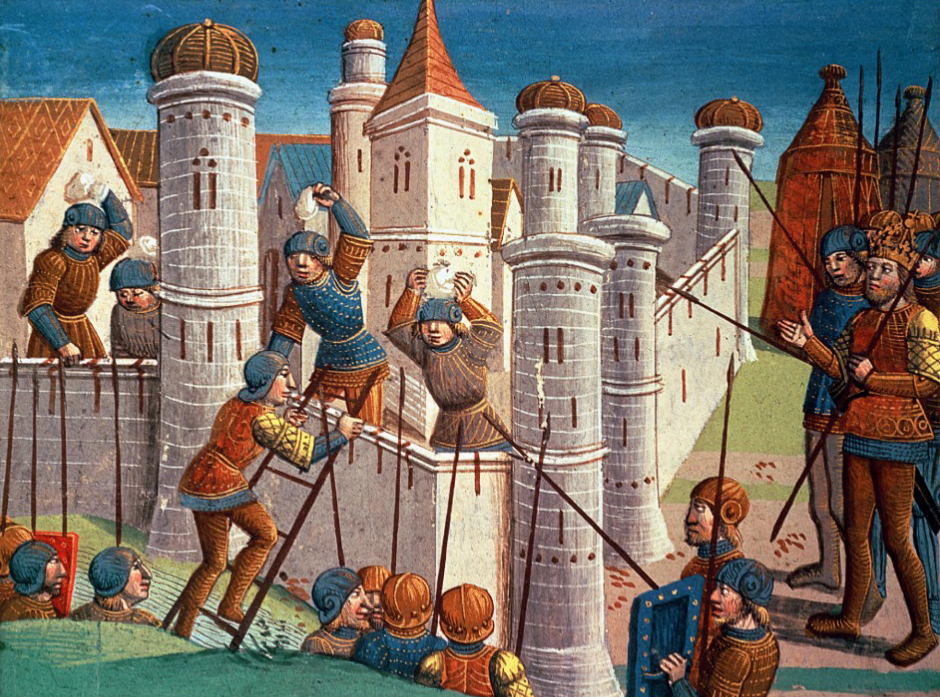
L'assedio di Costantinopoli

Negli ultimi anni la marina ottomana aveva conosciuto un'impressionante espansione. Costantinopoli, che era praticamente imprendibile per via terrestre a causa delle potentissime mura teodosiane, poteva però essere conquistata per fame, attraverso un ferreo blocco marittimo.
A marzo del 1453, a Gallipoli, un villaggio sullo stretto dei Dardanelli, si radunò un'enorme flotta turca, forte di circa 250 imbarcazioni, che si attestò davanti alle mura marittime di Costantinopoli. Nel contempo una grande armata terrestre, di circa 100 000 uomini - di cui 60 000 Basci-buzuk - entrò in azione in Tracia, attestandosi davanti alle mura teodosiane di Costantinopoli.
Maometto II aveva anche un'arma "segreta" di cui andava fortemente orgoglioso: un cannone enorme, fabbricato appositamente per lui da Urbano di Transilvania, a gennaio del 1453. Poteva sparare proiettili di sei quintali a una distanza di un chilometro e mezzo ogni novanta minuti.
Ci vollero duecento uomini per trasportare la bombarda, trainata fino a Costantinopoli da settanta coppie di buoi.
Il 5 aprile 1453 Maometto II, tramite un messaggero, intimò a Costantino di arrendersi. Se lo avesse fatto, avrebbe avuto salva la vita e sarebbe diventato governatore, risparmiando dai saccheggi e dall'eccidio anche tutta la popolazione di Costantinopoli. Costantino a ciò rispose:
(Costantino XI Paleologo)
Nelle prime ore di venerdì 6 aprile 1453 il sultano fece aprire il fuoco su Costantinopoli. I bizantini avevano già previsto questa mossa e tutti i residenti in città, compresa la parte di popolazione solitamente estranea agli armamenti, come donne, anziani e bambini, avevano già iniziato a lavorare per rinforzare le mura cittadine.

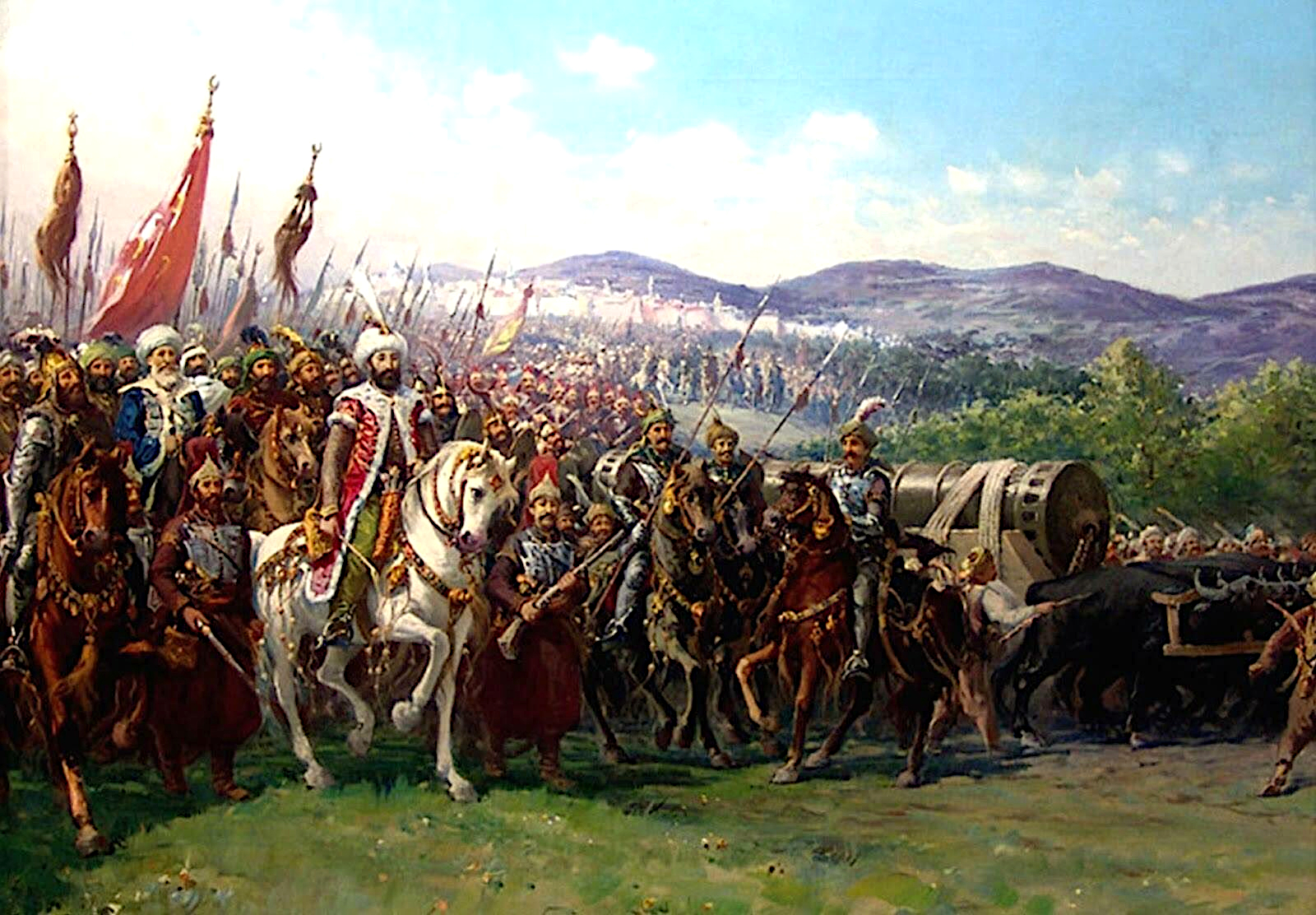
L'esercito ottomano, con la grande bombarda

Costantino fece rinforzare inoltre anche le mura marittime che si affacciavano sul mar di Marmara e sul Bosforo, lo stretto che mette in comunicazione il Mar Nero con il mar Egeo.
Il ricordo della quarta crociata non si era ancora cancellato: i crociati avevano infatti espugnato la città dal mare, evidenziando così un suo punto debole. I rapporti fra bizantini e latini continuavano a essere tesi. Pochi giorni prima era stata festeggiata la Pasqua, ma anche per questa importante ricorrenza Santa Sofia era rimasta deserta: la riunificazione delle due Chiese sembrava non volesse assolutamente essere accettata dalla popolazione.
A febbraio del 1453 il Senato veneziano, memore della morte di Antonio Rizzo, decise di mandare in aiuto a Costantinopoli due galere con quattrocento uomini l'una e con la promessa di inviarne altre quindici. Lodevole fu il comportamento del governatore del quartiere veneziano in città, Girolamo Minotto: egli promise infatti tutto l'aiuto che gli fosse stato possibile dare e assicurò che nessuna nave veneziana sarebbe salpata senza il suo consenso.
A Costantinopoli erano inoltre ancorate alcune imbarcazioni genovesi provenienti sia da Galata (insediamento genovese situato dall'altra parte del Corno d'Oro) sia dall'Italia, inviate dal papa Niccolò V e dalla Repubblica di Genova.
Fra queste ultime vi erano anche due galere con settecento volontari pronti alla lotta, che avevano abbracciato la causa bizantina ed erano pronti a difenderla con la propria vita. Questi uomini d'arme facevano parte dell'esercito privato di Giovanni Giustiniani Longo, appartenente a una delle più potenti famiglie di Genova ed esperto in poliorcetica (πολιορκητικά). Il papa Niccolò V promise inoltre di inviare tre navi cariche di uomini e viveri.

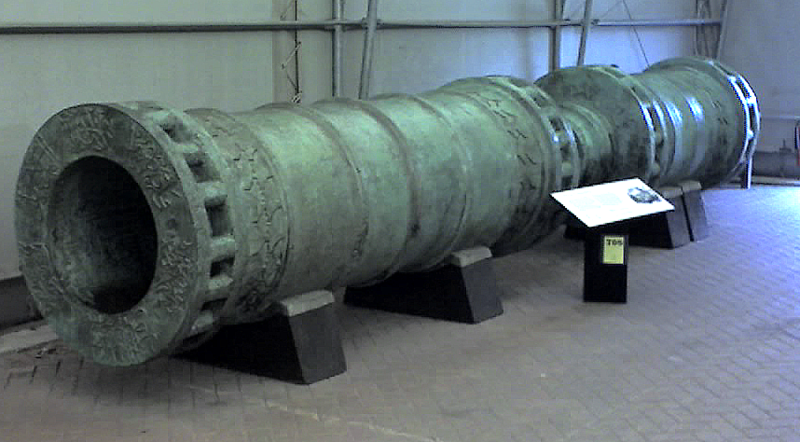
La grande bombarda ottomana

In totale Costantino poteva disporre di dieci navi bizantine, otto veneziane, cinque genovesi, una proveniente da Ancona, una catalana e una provenzale, per un totale di ventisei navi: una cifra ben modesta se paragonata alla potente flotta ottomana.
Ancor più preoccupante era il limitato numero di soldati a sua disposizione: 5 000 bizantini e poco più di 2 000 latini, per un totale di 7 000 uomini che avrebbero dovuto difendere ventidue chilometri di mura da un esercito di 160 000 turchi.
La mattina del 6 aprile tutti i cristiani erano ai propri posti di combattimento. Costantino e Giovanni difendevano la parte più vulnerabile delle mura, dove probabilmente si sarebbe riversato l'attacco musulmano, ossia la porta di San Romano. Le mura marittime erano quasi deserte: i pochi soldati presenti erano adibiti per lo più a compiti di vedetta e di controllo degli spostamenti delle navi ottomane. Il sultano fece bombardare le mura terrestri di Costantinopoli con una violenza sconosciuta fino a quel tempo nella storia degli assedi.
Al termine di quella prima giornata gli ottomani avevano demolito buona parte delle mura nei pressi della porta Carsio e tentato ripetutamente di penetrare in città attraverso le brecce che si erano create, ma senza successo. Nella notte, mentre i musulmani riposavano nei propri accampamenti, la popolazione era riuscita a riparare le brecce. Il sultano, scoraggiato, decise allora di sospendere l'assedio e di attendere l'arrivo di rinforzi.
Essi arrivarono l'11 aprile in numero ingente, per un totale di 60 000 uomini aggiuntivi alle forze già spiegate. Fu ripreso il fuoco, che durò ininterrottamente per quarantotto giorni e che provocò crolli continui di mura in due punti diversi nei pressi del fiume Licino. Le brecce che si creavano venivano però sempre riparate dai cristiani nel corso della notte.

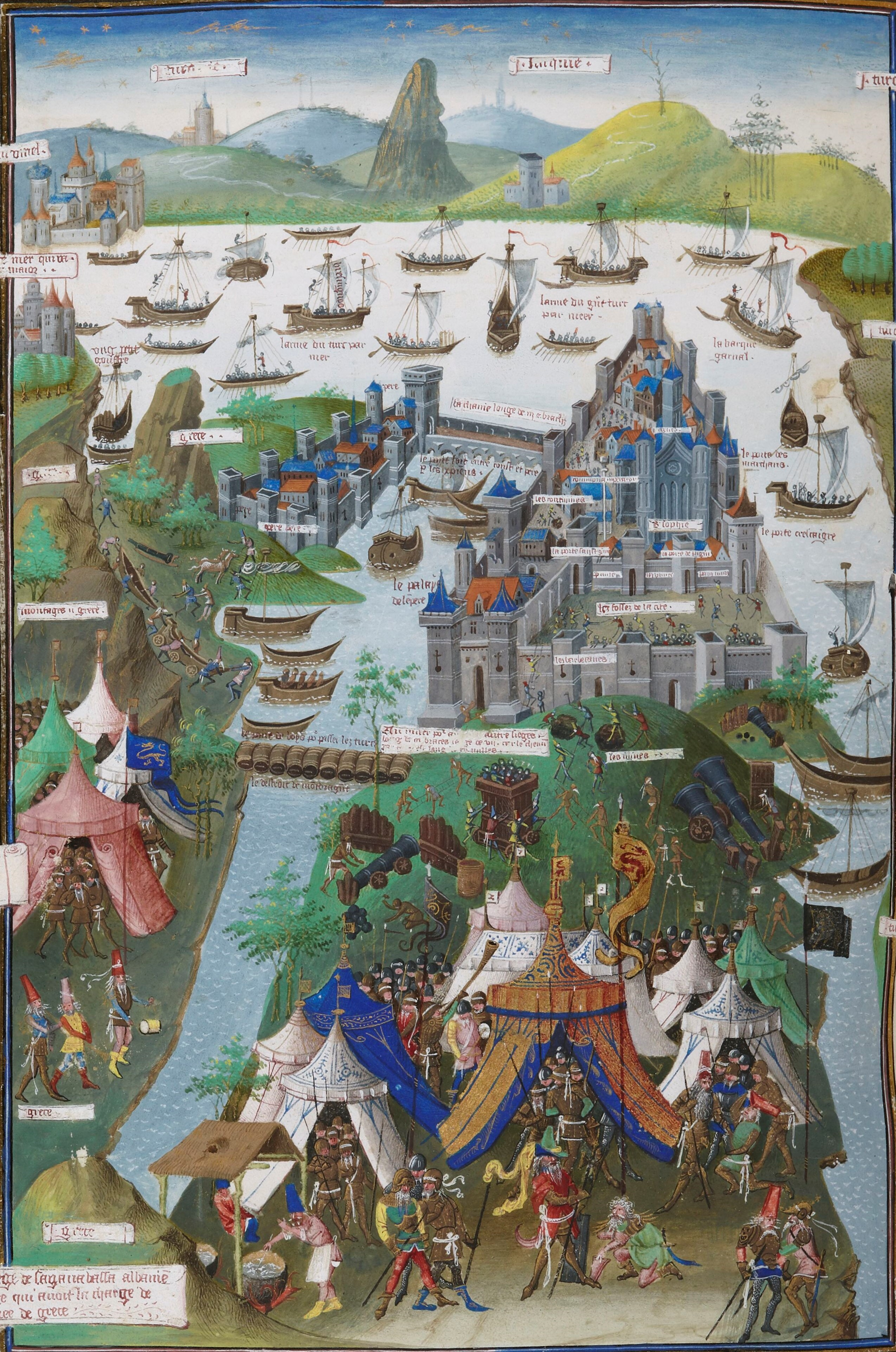
Miniatura francese, rappresentante l'assedio di Costantinopoli del 1453, Voyages d'Outremer di Bertrandon de la Broquière, del 1455

In quei giorni arrivarono dallo stretto dei Dardanelli le tre navi genovesi promesse dal papa, accompagnate da una nave da trasporto carica di grano e inviata da Alfonso V d'Aragona. Maometto II aveva commesso un errore: aveva lasciato sguarnito lo stretto dei Dardanelli e le quattro navi latine erano entrate nel mar di Marmara indisturbate. Era la mattina del 20 aprile. L'ammiraglio ottomano, Solimano Baltoğlu, non riuscì a impedire che le navi raggiungessero la città..
Dopo ciò il sultano escogitò un metodo per fare entrare le sue navi nel Corno d'Oro, cioè sotto la città. Chiese ai suoi ingegneri di progettare una strada dietro Galata, che dal mar di Marmara avrebbe raggiunto l'attuale piazza Taksim per poi sboccare nel Corno d'oro. I fabbri ottomani iniziarono a costruire subito ruote di ferro e binari di metallo, mentre i carpentieri si impegnarono a fabbricare intelaiature di legno tanto grandi da potere racchiudere la chiglia di una nave di media grandezza. Era un'opera colossale, pagata dalle ricche casse ottomane.
Quando i bizantini videro le navi ottomane nel Corno d'oro rimasero sbalorditi. Ora la situazione si era aggravata: il porto non era più sicuro e nemmeno le mura, sottoposte ai bombardamenti, erano più difendibili, essendo malconce in più punti. Nei primi giorni di maggio Costantino aveva ormai capito che la fine era vicina: i viveri scarseggiavano e le navi promesse da Venezia non giungevano.
C'era ancora però qualche speranza che da Venezia fosse partita quella spedizione che era stata promessa. Il 3 maggio, un po' prima di mezzanotte, un brigantino battente bandiera turca e con un equipaggio di dodici volontari travestiti da ottomani uscì silenziosamente dal mar di Marmara.
La notte del 23 maggio fece ritorno il brigantino. Il capitano della spedizione chiese di parlare con urgenza con Costantino XI e con Girolamo Minotto e riferì di avere setacciato per tre settimane il mar Egeo, ma di non avere trovato traccia della spedizione promessa dai veneziani. Poi il capitano disse che l'equipaggio si era riunito e che un membro aveva proposto di tornare a Venezia, ma era stato messo a tacere. Gli altri undici, invece, avrebbero voluto tornare a riferire all'imperatore ciò che era stato scoperto. Costantino allora volle ringraziare i marinai a uno a uno, ma con la voce soffocata dalle lacrime, anche i suoi più fidati avevano le lacrime che scendevano sul loro viso.
Dopo questi fatti i ministri e i senatori bizantini scongiurarono l'imperatore di abbandonare la capitale e mettersi in salvo. Ma l'imperatore con determinazione rispose:
(Costantino XI Paleologo)
Sabato 26 maggio Maometto II riunì il consiglio di guerra e annunciò che l'attacco finale sarebbe stato sferrato il giorno 29 maggio, preceduto da un giorno di riposo e di preghiera (28 maggio). Quando il giorno di pausa giunse, tutto tacque e gli ottomani iniziarono a pregare e a riposarsi in vista del giorno successivo, quando avrebbero scatenato la battaglia decisiva. Mentre i suoi soldati dormivano, il sultano fece un lungo giro di ispezione, tornò tardi al campo e solo successivamente andò a dormire.
La sera del 28 maggio Costantino XI e Giustiniani Longo si misero a presidio della porta di S. Romano. Nell'occasione il basileus tenne un discorso ai difensori che è giunto fino a noi in questa forma, sicuramente enfatizzata nel corso dei secoli:
(Costantino XI Paleologo)

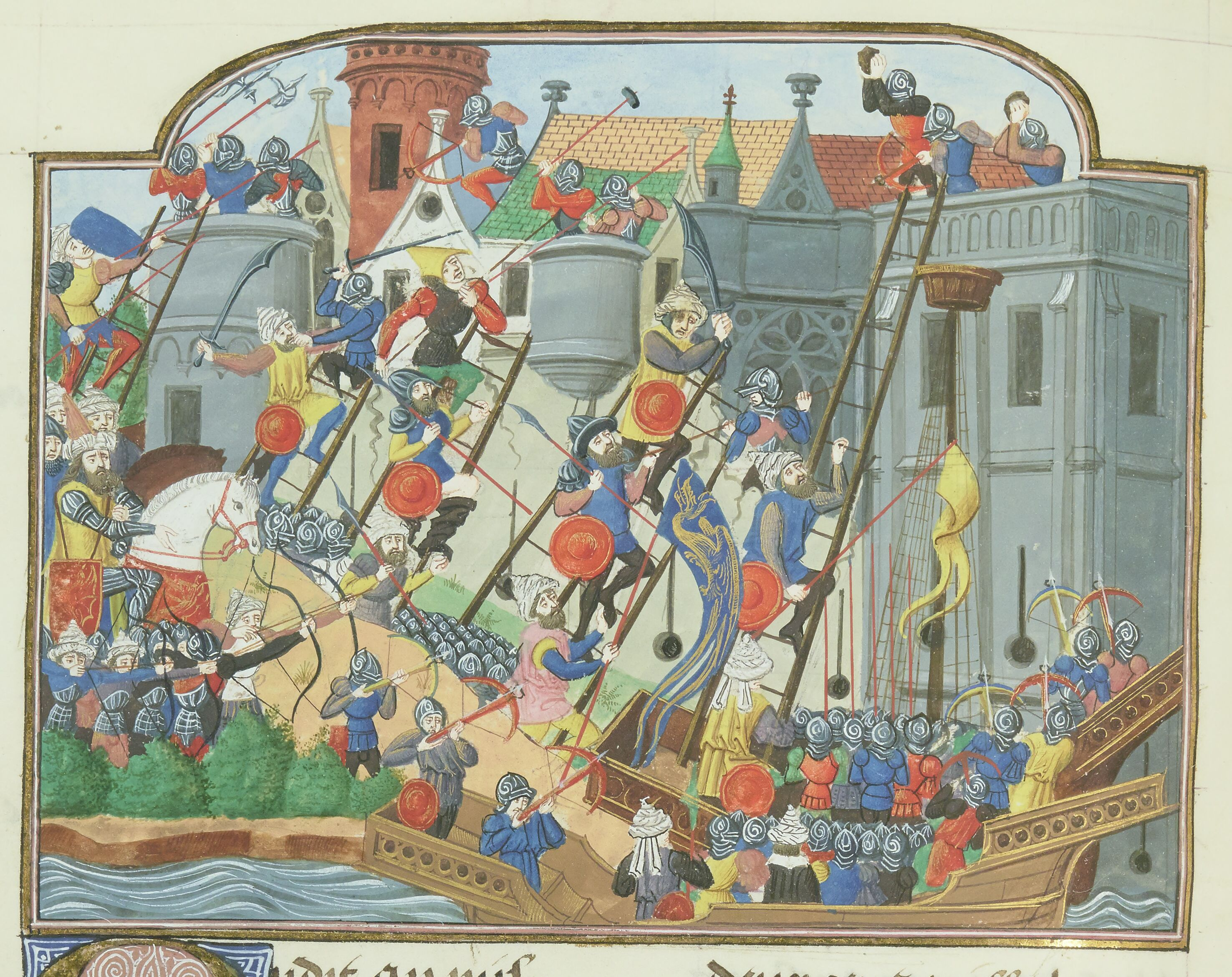
Siège de Constantinople di Jean Chartier.
Una rappresentazione dell'assedio realizzata nel XV secolo.

In quell'ultimo lunedì della Costantinopoli bizantina, furono dimenticate tutte le liti e i contrasti tra bizantini e latini. Per l'occasione si svolse una lunghissima processione spontanea che si snodò in ogni angolo di Costantinopoli. I fedeli attraversarono le vie della capitale con le icone più adorate.
L'imperatore riunì per l'ultima volta davanti a Santa Sofia i suoi comandanti e disse loro:
(Costantino XI Paleologo)
Poi Costantino li abbracciò tutti, dicendo:
(Costantino XI Paleologo)
Dopo di che il basileus si voltò verso la folla adunata davanti a Santa Sofia, e disse:
(Costantino XI Paleologo)
Poi si rivolse ai latini e li ringraziò per tutto ciò che avevano fatto per aiutare Costantinopoli, dicendo:
(Costantino XI Paleologo)
Anche le differenze religiose furono dimenticate: tutta la popolazione di Costantinopoli si riversò nella chiesa di Santa Sofia, simbolo da quasi un millennio del cristianesimo d'Oriente.
Fu l'ultima liturgia cristiana celebrata nella cattedrale e, probabilmente, la più commovente di tutta la storia dell'Impero bizantino. Poi, a liturgia non ancora finita, irruppe in chiesa Costantino che si inginocchiò e chiese perdono dei suoi peccati. L'imperatore ricevette l'eucaristia.

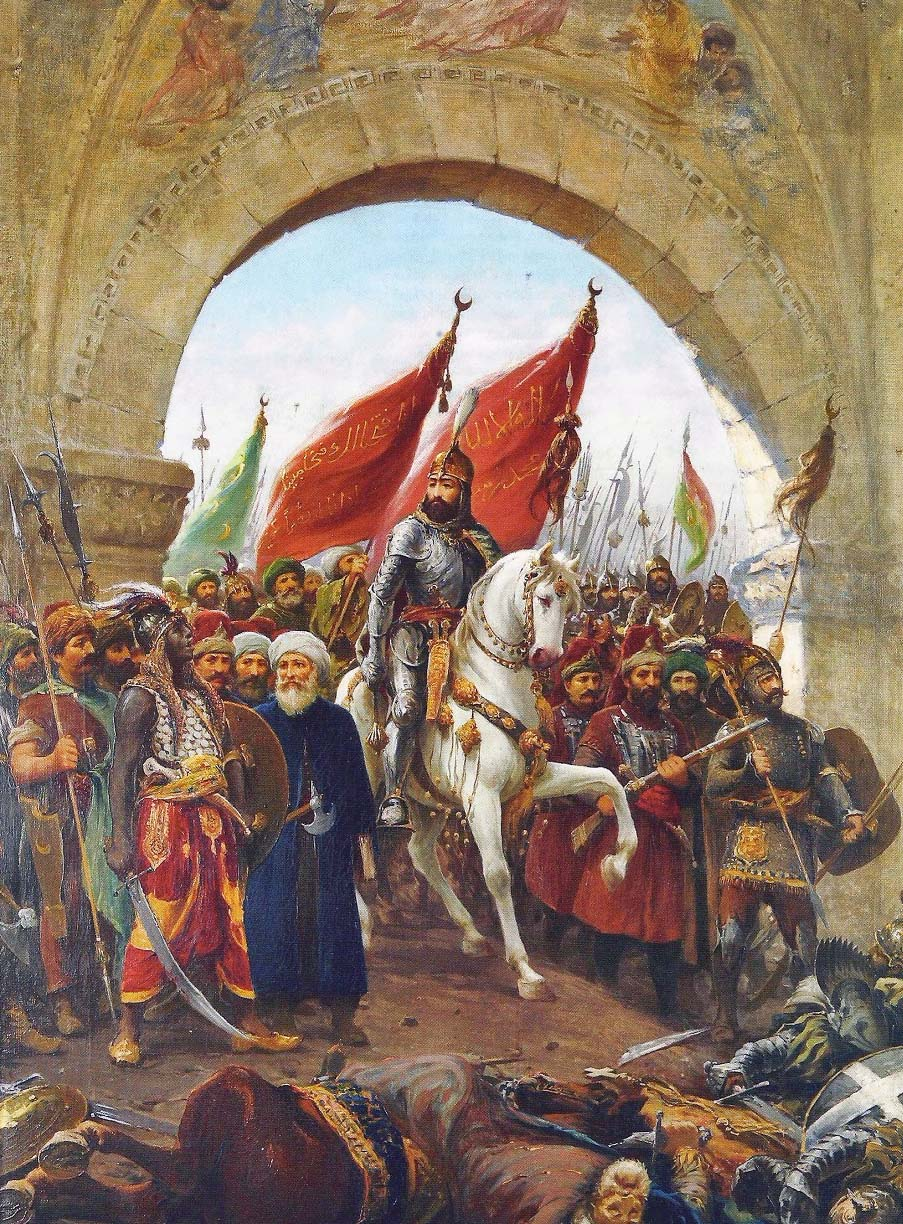
Maometto II entra vittorioso a Costantinopoli

Tornato nella sua reggia, il palazzo delle Blacherne, salutò per l'ultima volta i familiari e la servitù e, verso mezzanotte, ispezionò a cavallo tutte le mura di terra. Era accompagnato dal suo migliore amico, il fedele Giorgio Sfranze.
Martedì 29 maggio 1453 fu l'ultimo giorno di vita della Costantinopoli "romana". All'una e mezza di notte Maometto II diede l'ordine di attaccare e le campane delle chiese presero a suonare per avvisare la città che la battaglia finale era iniziata.
Maometto II sapeva che se voleva vincere non avrebbe dovuto concedere tregua ai cristiani, in modo tale da evitare di concedere loro occasione e possibilità di potersi riorganizzare. I primi soldati che il sultano mandò all'attacco furono i Basci-buzuk, male armati e peggio addestrati, sospinti a colpi di nerbo di bue e di mazze di ferro.
Per due ore e mezza i Basci-buzuk continuarono ininterrottamente ad attaccare i cristiani finché, alle quattro del mattino, Maometto II ordinò alla seconda schiera di combattenti di intervenire. Essa era costituita da reparti di soldati arruolati in Asia Minore, molto ben equipaggiati e addestrati. Questi ultimi furono però subito circondati dai soldati comandati direttamente da Costantino e conseguentemente annientati. Gli ultimi a intervenire nella battaglia furono i reparti di élite degli ottomani, i giannizzeri. Bizantini e latini erano spossati: combattevano ormai da cinque ore ininterrotte e non avrebbero potuto resistere a lungo.
La situazione, per i bizantini, precipitò poco dopo l'alba: il capitano Giovanni Longo Giustiniani fu ferito e allontanato dalla battaglia dai suoi uomini. Molti difensori latini interpretarono questa mossa come una fuga disperata e fuggirono alle barche. Maometto II si accorse di ciò e ordinò ai giannizzeri di concentrare l'attacco sulle postazioni genovesi. I bizantini iniziarono ad arretrare e, trovandosi accerchiati, vennero quasi tutti massacrati. Costantinopoli era ormai perduta e l'Impero bizantino, ultimo erede della grande Roma, aveva cessato di esistere, bagnato dal sangue di un manipolo di eroi.

### La morte

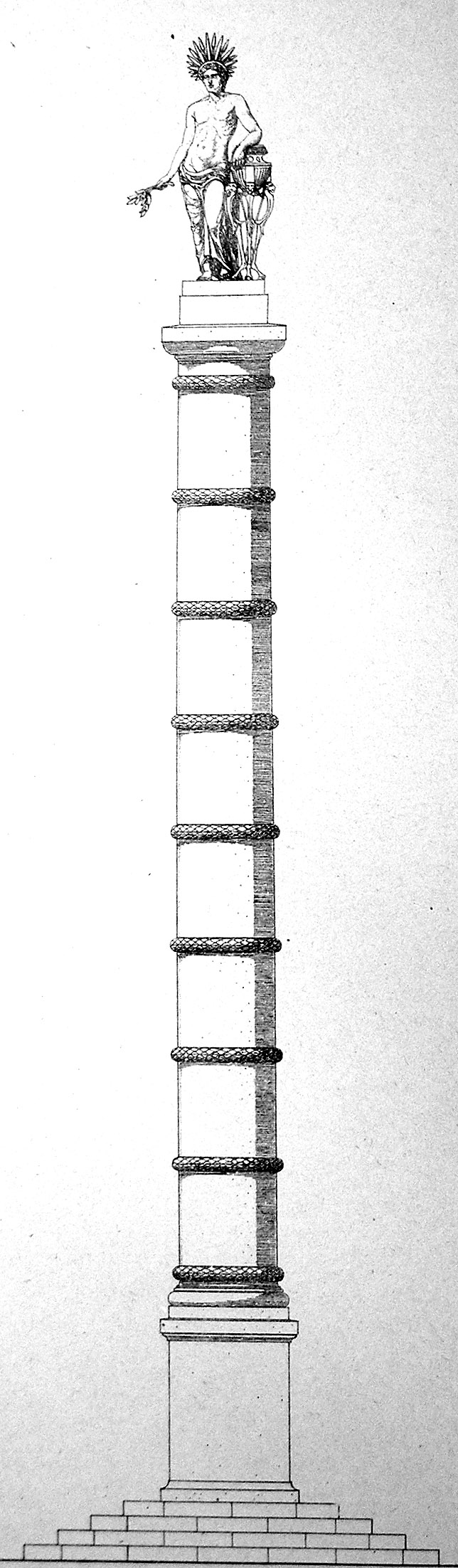
Ricostruzione della colonna di Costantino I a Costantinopoli

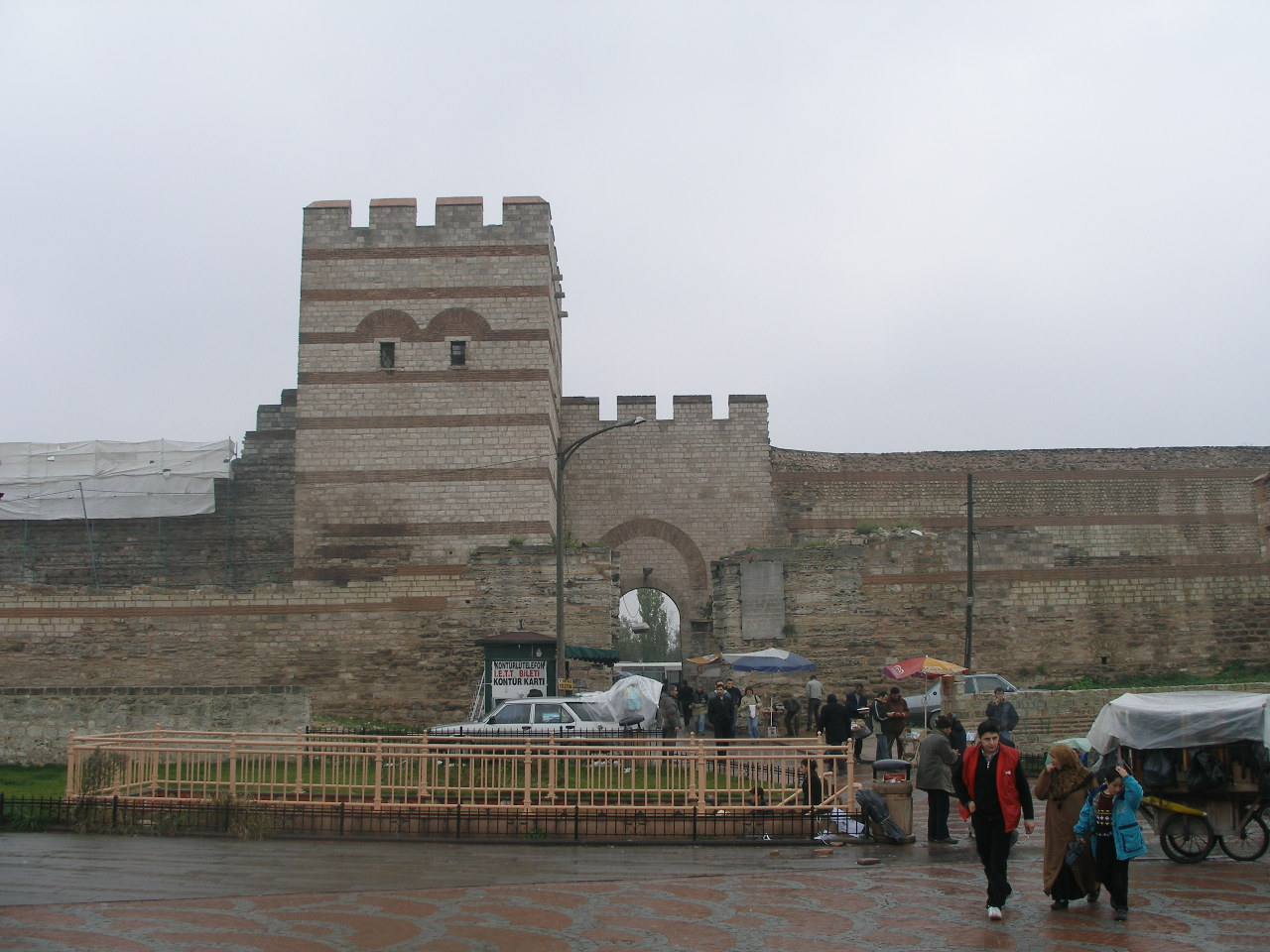
La porta di San Romano a Costantinopoli

Le fonti relative alla morte di Costantino XI si fanno a questo punto discordanti: il gran logoteta Giorgio Sfranze, fedele compagno del basileus, che in quel momento era lontano dalla battaglia, dice unicamente:
(Giorgio Sfranze)
Secondo alcuni cronisti l'imperatore sarebbe rimasto ucciso mentre si dirigeva verso la porta Aurea; altri sostengono invece che cadde nei pressi di Santa Sofia; altri ancora sostengono addirittura che Costantino XI si sia spogliato delle insegne imperiali e che sia fuggito confondendosi tra la popolazione, riuscendo così a salvarsi.
Secondo la leggenda, Costantino disse:
(Costantino XI Paleologo)
Dopodiché si spogliò degli ornamenti imperiali per confondersi tra i soldati e guidò la carica finale dei suoi uomini dove rimase ucciso.
La maggior parte dei cronisti, oltre che gli storici attuali, sono quasi certi nel sostenere che Costantino XI perdette la vita nei pressi della porta di San Romano: dopo aver lasciato le insegne imperiali, egli si gettò nella mischia con valore assieme ai suoi ultimi compagni ancora in vita, e scomparve per sempre dopo aver ucciso, si dice, l'iperbolica cifra di seicento ottomani. Sembra che le ultime parole di Costantino prima di morire siano state:
(Costantino XI Paleologo)
Probabilmente il corpo fu riconosciuto grazie agli stivali che indossava, di colore porpora, che solo gli imperatori bizantini avevano il diritto di portare. Maometto II lo fece seppellire in una fossa comune, per evitare che i cristiani potessero erigere un mausoleo alla sua memoria, o che potesse diventare luogo di pellegrinaggio dall'Europa. Ma prima di essere sepolto, sembra che al corpo di Costantino fosse mozzata la testa, una mano e fatti tirar fuori gli intestini, per ordine di Maometto II. La testa fu poi fissata sopra la colonna di Costantino I, in modo da umiliare l'impero millenario che era appena caduto, poi Maometto II fece imbalsamare la testa, che girò gli angoli del suo impero.
Lo storico francese Fernand Braudel aveva definito Costantinopoli "una città isolata, un cuore, rimasto miracolosamente vivo, di un corpo enorme da lungo tempo cadavere": con l’eroica morte di Costantino e la conquista turca questo cuore aveva cessato per sempre di battere, segnando la fine di 22 secoli di storia romana, 15 dei quali sotto la guida di 182 imperatori.

## Rilevanza storica
Costantino XI divenne il simbolo dei greci durante la guerra per l'indipendenza con l'Impero ottomano. Oggi l'Imperatore è considerato un eroe nazionale in Grecia.
I compositori contemporanei come Apostolos Kaldaras e Stamatis Spanoudakis hanno scritto canzoni per il Re di Marmo re. Una statua che rappresenta Costantino XI - eretta durante la Rivoluzione greca contro l'Impero ottomano, della quale dunque l'imperatore veniva fatto simbolo - si trova di fronte alla cattedrale di Atene, mentre una seconda è ubicata nella città di Mistra, dove venne acclamato imperatore nel 1448.

## Nei film
- Istanbul'un fethi (La caduta di Costantinopoli) film di Aydin Arakon, del 1951, racconta l'assedio del 1453: la parte di Costantino XI è stata interpretata da Recep Aktuğ.
- Fetih 1453 del 2012. Film diretto da Faruk Aksoy.
- L'Impero Ottomano docuserie pubblicata su Netflix nel 2020. La parte di Costantino XI è interpretata da Tommaso Basili.

## Nella letteratura
Il poeta greco Kostis Palamas ha dedicato a Costantino XI Paleologo un suo brano omonimo. Anche il premio Nobel per la letteratura Odysseus Elytis scrisse un'ampia lirica dedicata al sovrano, dal titolo Morte e resurrezione di Costantino Paleologo.

## Ascendenza
|                            |              |                         | Genitori                  |  |  | Nonni |  |  | Bisnonni                |  |  | Trisnonni            |  |
|                            |              |                         |                           |  |  |       |  |  | Andronico III Paleologo |  |  | Michele IX Paleologo |  |
|                            |              |                         |                           |  |  |       |  |  | Andronico III Paleologo |  |  | Michele IX Paleologo |  |
|                            |              | Rita d'Armenia          |                           |  |  |       |  |  | Andronico III Paleologo |  |  |                      |  |
| Giovanni V Paleologo       |              |                         |                           |  |  |       |  |  | Andronico III Paleologo |  |  |                      |  |
|                            |              | Anna di Savoia          | Amedeo V di Savoia        |  |  |       |  |  |                         |  |  |                      |  |
|                            |              | Anna di Savoia          | Amedeo V di Savoia        |  |  |       |  |  |                         |  |  |                      |  |
|                            |              | Anna di Savoia          | Maria di Brabante         |  |  |       |  |  |                         |  |  |                      |  |
| Manuele II Paleologo       |              | Anna di Savoia          |                           |  |  |       |  |  |                         |  |  |                      |  |
|                            |              | Giovanni VI Cantacuzeno | Michele Cantacuzeno       |  |  |       |  |  |                         |  |  |                      |  |
|                            |              | Giovanni VI Cantacuzeno | Michele Cantacuzeno       |  |  |       |  |  |                         |  |  |                      |  |
|                            |              | Giovanni VI Cantacuzeno | Angela Cantacuzena        |  |  |       |  |  |                         |  |  |                      |  |
| Elena Cantacuzena          |              | Giovanni VI Cantacuzeno |                           |  |  |       |  |  |                         |  |  |                      |  |
|                            |              | Irene Asanina           | Andronico Asen            |  |  |       |  |  |                         |  |  |                      |  |
|                            |              | Irene Asanina           | Andronico Asen            |  |  |       |  |  |                         |  |  |                      |  |
|                            |              | Irene Asanina           | Tarchaneiotissa           |  |  |       |  |  |                         |  |  |                      |  |
| Costantino XI Paleologo    |              | Irene Asanina           |                           |  |  |       |  |  |                         |  |  |                      |  |
|                            | Dejan Dragaš | Dragimir                |                           |  |  |       |  |  |                         |  |  |                      |  |
|                            | Dejan Dragaš | Dragimir                |                           |  |  |       |  |  |                         |  |  |                      |  |
|                            | Dejan Dragaš | …                       |                           |  |  |       |  |  |                         |  |  |                      |  |
| Costantino Dragaš          | Dejan Dragaš |                         |                           |  |  |       |  |  |                         |  |  |                      |  |
|                            |              | Teodora di Serbia       | Stefano Uroš III Dečanski |  |  |       |  |  |                         |  |  |                      |  |
|                            |              | Teodora di Serbia       | Stefano Uroš III Dečanski |  |  |       |  |  |                         |  |  |                      |  |
|                            |              | Teodora di Serbia       | Teodora di Bulgaria       |  |  |       |  |  |                         |  |  |                      |  |
| Elena Dragaš               |              | Teodora di Serbia       |                           |  |  |       |  |  |                         |  |  |                      |  |
|                            |              |                         |                           |  |  |       |  |  |                         |  |  |                      |  |
|                            |              |                         |                           |  |  |       |  |  |                         |  |  |                      |  |
|                            |              |                         |                           |  |  |       |  |  |                         |  |  |                      |  |
| Prima moglie di Costantino |              |                         |                           |  |  |       |  |  |                         |  |  |                      |  |
|                            |              |                         |                           |  |  |       |  |  |                         |  |  |                      |  |
|                            |              |                         |                           |  |  |       |  |  |                         |  |  |                      |  |
|                            |              | …                       |                           |  |  |       |  |  |                         |  |  |                      |  |
|                            |              |                         |                           |  |  |       |  |  |                         |  |  |                      |  |